# Стенвестник
Стенвестник или "стенен вестник" обикновено е печатно издание, оформено така, че да се чете от стена.
Тази практика е съществувала още от времето на Римската империя. Първообразът на стенвестника може да се проследи по скалните рисунки, разпръснати по целия свят още в праисторическата епоха.
Стенвестниците са дело най-вече на правителствени служители, които ги поставят на места, където производството или разпространението на редовни печатни издания е трудно или скъпо. Обикновено дадена личност се наема с тази дейност. Тя също може да чете съдържанието на глас на хора, които не могат да четат.
Това явление съществува и в наши дни в развиващите се страни, както и до неотдавна в по-бедни общества и в социалистическия свят. В България по времето на социализма редакционни колективи издават стенвестници в училища, учреждения и заводи с рисунки или снимки от вестниците и с текстове, обикновено изписвани на ръка. С тях се заклеймяват постъпки на отделни хора, несъвместими с проповядвания комунистически морал, материали, мобилизиращи към труд или към организиране на масова подкрепа на партийната политика и към демонстрация на политическо противопоставяне на действия на „врага“ от капиталистическия лагер.
Дадзъбао (средно между стенвестник и дъска за обяви) по време на Културната революция в Китай са били любимо средство за разправа с „врага“. „Дадзъбао“ като термин се употребява и в наши дни, когато се подчертават диктаторските наклонности на една или друга политическа върхушка, опитваща се в условията на демокрация да използва държавната власт и медиите за прокарване на тясно корпоративни интереси в ущърб на обществото.
Съвременен вариант на стенвестниците са блоговете в интернет, които предлагат коментари или новини за определена тема, като храна, политика, култура, екология, социални проблеми, икономика, градска и суб-култура, или местни новини; други служат като лични дневници. Както при стенвестниците, така и при блоговете се набляга главно върху текста, но има и такива, които акцентиратат на изображението. За разлика от традиционната журналистика те са насочени към всички обществени слоеве.

## Външни източници
- Хилядолетният стенвестник или средновековните графити край с. Царевец